# Campylocheta dentifera
Campylocheta dentifera är en tvåvingeart som beskrevs av Richter 1981. Campylocheta dentifera ingår i släktet Campylocheta och familjen parasitflugor. Inga underarter finns listade i Catalogue of Life.